# Rádlo
Rádlo (Duits: Radl) is een Tsjechische gemeente in de regio Liberec, en maakt deel uit van het district Jablonec nad Nisou.
Rádlo telt 632 inwoners.